# Domnall mac Taidc
Domnall mac Taidc (... – 1115) fu sovrano del regno dell'isola di Man, del regno di Thomond e forse anche del regno di Dublino.
Suo padre era Tadc, figlio a sua volta di Toirdhealbhach Ua Briain, re del Munster, circostanza la quale implica che Domnall era un membro del Meic Taidc, un ramo degli Uí Briain. La madre di Domnall era Mór, figlia di Echmarcach mac Ragnaill, re di Dublino e delle isole, grazie a cui Domnall poteva vantare il diritto ad assicurarsi al regno delle isole.
Nel 1094, lo zio di Domnall, Muircheartach Ua Briain, re supremo d'Irlanda, scacciò Godred Crovan, re di Dublino e delle isole da Dublino e potrebbe averlo sostituito con lo stesso Domnall. Certamente ad un certo punto dopo la morte di Gofraid nel 1095, Muirchertach insediò Domnall come re delle isole. Il dominio di quest'ultimo si rivelò tuttavia di durata effimera e pare Domnall fu costretto a lasciare le isole prima della successiva conquista che avrebbe compiuto il re di Norvegia Magnus III.
Nel 1111, Domnall si impadronì con ampia verosimiglianza del regno delle Isole con la forza, malgrado non sia chiaro se Uí Brian avesse fornito sostegno questa impresa. Diversi anni dopo, in un periodo in cui suo zio appariva gravemente malato, Domnall tornò di nuovo in Irlanda. Sebbene possa aver rinunciato scientemente la sua carica per trarre vantaggio dalla morte di suo zio, è anche possibile che fosse stato costretto ad andarsene dagli abitanti delle isole. Domnall fu ucciso nel 1115, forse per mano di Tairrdelbach Ua Conchobair, re del Connacht.

## Biografia

### Origini familiari

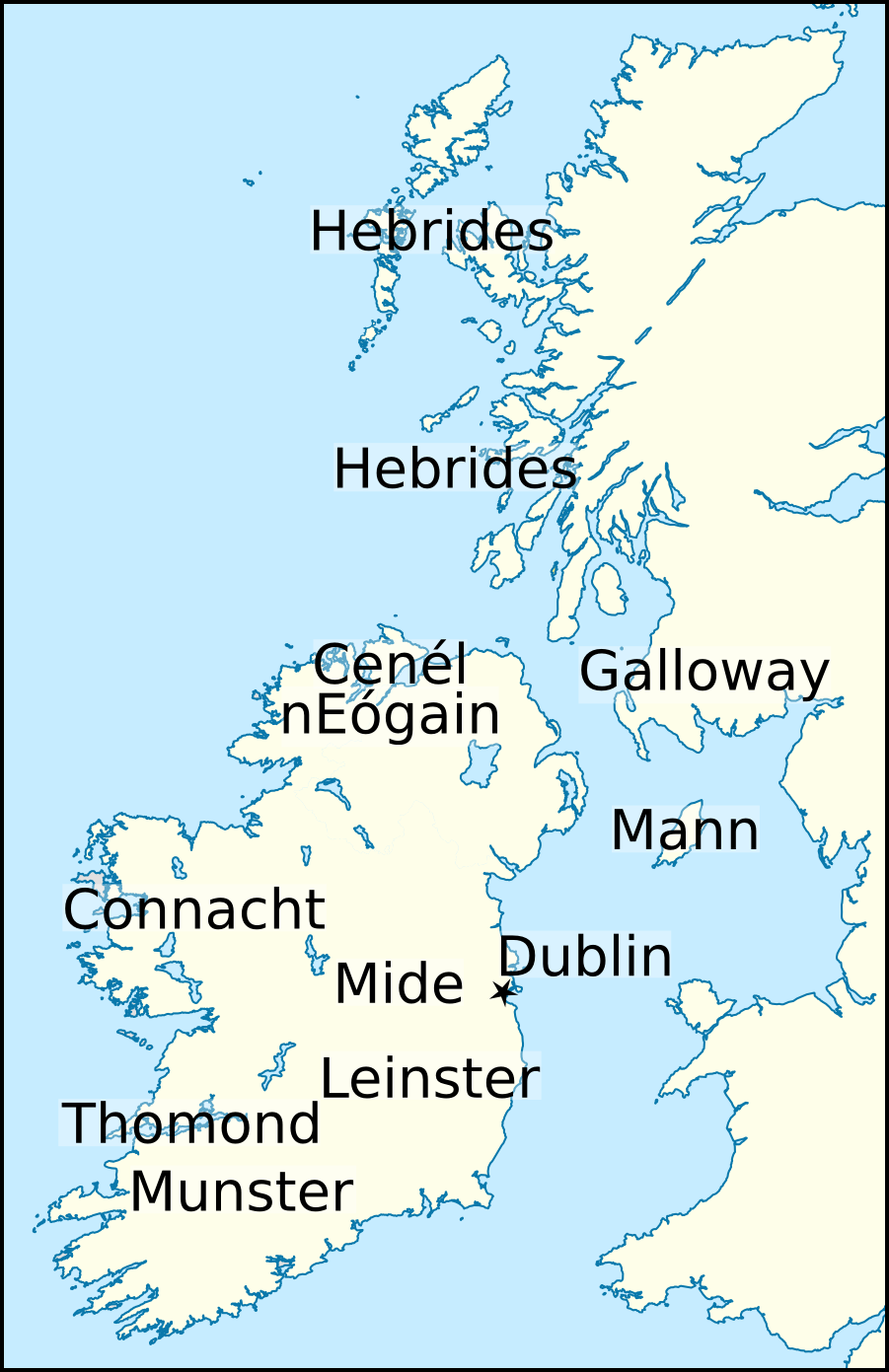
I luoghi principali che interessarono la vita di Domnall

Domnall era figlio di Tadc, a sua volta discendente da Toirdhealbhach Ua Briain, re del Munster, e legato alla famiglia dei Meic Taidc, imparentata con gli Uí Briain. Secondo il Banshenchas, un'opera risalente al XII secolo, il padre di Domnall sposò Mór, figlia di Echmarcach mac Ragnaill, re di Dublino e delle isole. Questa fonte specifica che la coppia ebbe tre figli e una figlia: Amlaíb, Bé Binn, Donnchad e appunto Domnall.

### Gli Uí Brian a Dublino
Toirdhealbhach Ua Briain morì nel 1086 e il regno del Munster fu diviso tra i suoi tre figli sopravvissuti: Muircheartach, Diarmait e Tadc. Quest'ultimo morì soltanto un mese più tardi rispetto al padre e ciò spinse Muirchertach a scacciare Diarmait dal Munster, impadronendosi così dell'eredità. Fu così che Muirchertach iniziò ad estendere la sua autorità in tutta l'Irlanda. Durante questo periodo, Muirchertach non solo dovette lottare con le forze fedeli al suo fratello sopravvissuto, ma anche contro quelle dei Meic Taidc, figli del fratello defunto. Nel 1091, tuttavia, pare i Meic Taidc giunsero a patti con Muircheartach, almeno temporaneamente, poiché gli Annali dei Quattro Maestri del XVII secolo riportano che fu concordata una pace tra lui e i Meic. Taidc, però, pare si comportò in modo sleale nei confronti degli uomini di Muircheartach, facendo riaffiorare le vecchie ruggini. Sebbene Muircheartach riprese forse il controllo del regno di Dublino nel 1090, lo perse subito dopo a favore di Godred Crovan, re delle isole, fino a quando non costrinse quest'ultimo ad abbandonare definitivamente il regno di Dublino nel 1094. È possibile che in tale contesto Muircheartach nominò suo figlio, Domnall Gerrlámhach, alla guida del regno. Un'altra possibilità, tuttavia, è che Muirchertach avesse invece nominato Domnall stesso dopo l'espulsione di Gofraid.

### Ingerenza di Meic Taidc nelle isole
Gofraid morì nelle Ebridi l'anno dopo la sua cacciata da Dublino. Non è certo se tale evento costituisca una prova del suo allontanamento dall'isola di Man. Secondo la Cronaca di Mann del XIII-XIV secolo, Gofraid fu succeduto nelle isole dal suo primogenito, Lǫgmaðr Guðrøðarson, che dovette respingere le fazioni sostenitrici delle rivendicazioni dei suoi fratelli minori. Nel corso del resoconto, la cronaca afferma che i nobili isolani invocarono l'assistenza di Muircheartach e gli chiesero di eleggere un reggente tra i suoi parenti per governare il regno finché il fratello minore di Lagmann, Amlaíb mac Gofraid, non fosse stato abbastanza grande da assumerne il controllo. Il resoconto della cronaca potrebbe confermare che, intorno al 1096, Lagmann si trovò di fronte una fazione formata attorno al fratello minore; e che, quando questa fazione non fu in grado di rovesciare Lagmann da sola, si rivolse a Muircheartach per chiedere assistenza nel collocare Amlaíb mac Gofraid sul trono. Muircheartach poteva rappresentare certamente un alleato teoricamente formidabile, poiché di recente aveva imposto il suo dominio nelle terre del Connacht, del Leinster, del Mide e di Dublino. Poiché la cronaca afferma di una condizione secondo cui Muircheartach avrebbe dovuto fornire alle isole un reggente tra i suoi parenti, si è immaginato che essa potrebbe essere stata in realtà da lui voluta affinché intervenisse, e non come si è sostenuto in passato che si trattasse di una richiesta di una rappresentanza degli isolani. Ad ogni modo, la cronaca rivela che Muirchertach nominò in seguito Domnall sul trono.

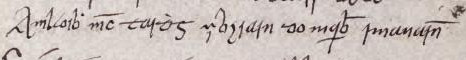
Estratto dal folio 458v degli Annali dei Quattro Maestri) che narra della morte del fratello di Domnall, Amlaíb, nel 1096

Sebbene Domnall si fosse precedentemente opposto a Muircheartach per la sua supremazia nel Munster, possedeva forti legami familiari con le isole attraverso la sua discendenza materna da Echmarcach. A tal proposito, gli Annali dell'Ulster del XV-XVI secolo rivelano che almeno due presunti membri della famiglia di Echmarcach furono uccisi meno di un decennio prima nell'ambito di una respinta invasione di Mann. Come risultato della loro scomparsa, Domnall potrebbe essere diventato il principale esponente di sesso maschile della famiglia di sua madre. Dal punto di vista degli Uí Briain, l'unione dei genitori di Domnall sembrerebbe, quindi, essere avvenuta nell'ambito dell'estensione dell'autorità degli Uí Briain nelle isole. Nel 1096, gli Annali dei Quattro Maestri rivelano che il fratello di Domnall, Amlaíb, perse la vita a Mann, apparentemente mentre supportava l'impresa di Domnall nelle isole. Tale fonte non solo corrobora l'intervento degli Uí Briain nelle isole, ma lascia intuire che Domnall e il resto dei Meic Taidc affrontarono lì una significativa opposizione, forse spacciandosi per seguaci di Lagmann. La cronaca considera la parentesi al potere di Domnall coincisa con un'epoca di oppressioni durata tre anni che terminò quando gli aristocratici isolani insorsero contro di lui e lo cacciarono dal regno e lo riportarono in Irlanda.

### Intervento norvegese a Dublino e nelle isole

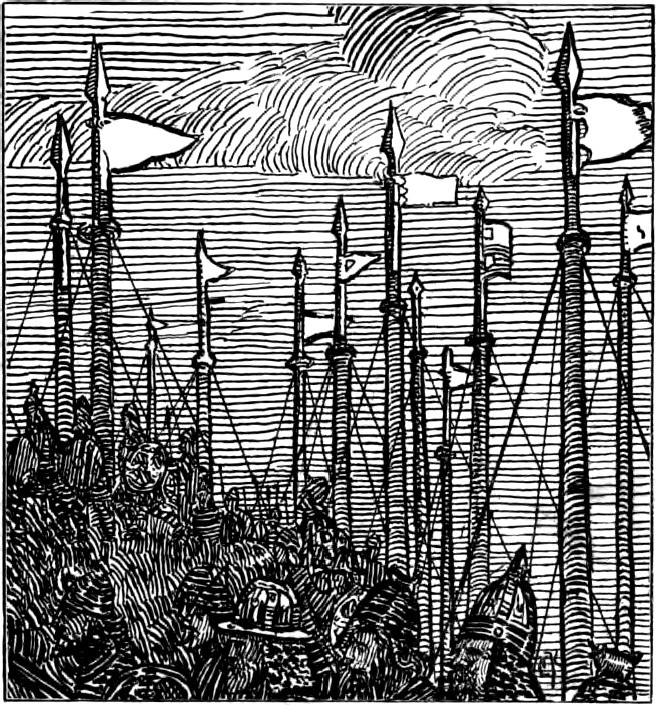
Rappresentazione ottocentesca delle forze di Magnús Óláfsson in Irlanda

Quanto durò il regno di Domnall resta sconosciuto, ed è discutibile se egli esercitasse la propria autorità nelle Ebridi settentrionali, più lontane da Mann. Intorno al 1097, Magnús Óláfsson, re di Norvegia inviò un delegato di nome Ingimundr nelle isole per prendere possesso del regno. Dopo essersi insediato sull'isola di Lewis, Ingimundr fu rovesciato e ucciso mentre tentava di usurpare il regno. La giustificazione addotta da Ingimundr per essersi insediato sulle Lewis e Harris, ai margini del regno, potrebbe essere dovuta al fatto che non era in grado di ottenere alcuna autorità sulla più estesa Man. La cronaca rivela che l'anno seguente esplose lì una guerra civile, e il cronista Orderico Vitale attesta che l'isola di Man venne a tal punto devastata da divenire un vero e proprio deserto quando Magnus si preparò a raggiungerla partendo dalla Norvegia. La guerra stessa potrebbe essere stata collegata alle summenzionate lotte che tenevano impegnati i figli di Gofraid. Sebbene non si possa escludere che fosse stato Magnus a costringere Domnall ad abbandonare le isole, la mancata menzione da parte della cronaca di Domnall durante il conflitto accaduto a Man potrebbe essere certificare che ne aveva già perso il controllo in precedenza.
Entro il termine dell'anno, Magnus in persona arrivò nelle isole, catturò Lagmann e conquistò il regno. Dopo aver svernato nella regione, il re norvegese navigò verso la Scandinavia in estate, salvo poi tornare a ovest circa quattro anni dopo, nel 1102 o nel 1103. Una volta giunto a Man, Magnus potrebbe aver preso il controllo di Dublino prima di stringere un'alleanza con Muircheartach, formalizzata attraverso il matrimonio tra il giovane figlio di Magnus, Sigurðr, e la figlia di Muircheartach, Bjaðmunjo. Il patto fa credere che Magnus intendesse assegnare a Sigurðr i territori da lui di recente conquistati. Sebbene ciò possa far ipotizzare che la sovranità norvegese sulle isole fosse riconosciuta dagli irlandesi, è altresì possibile che Muircheartach intendesse esercitare la propria influenza nella regione tramite il suo nuovo genero. Sfortunatamente per Muircheartach e per le sue ambizioni a lungo termine in Irlanda e nelle isole, Magnis fu ucciso a Dún Pádraig, nell'Ulster, nel 1103, dopodiché Sigurðr ripudiò immediatamente la sua sposa e tornò in Norvegia. Sebbene Muircheartach fosse riuscito a riprendere il controllo di Dublino ed esercitasse ancora una notevole influenza nelle isole, la morte di Magnus lasciò forse un vuoto di potere nella regione che non fu in grado di colmare.

### Restaurazione nelle isole e morte in Irlanda

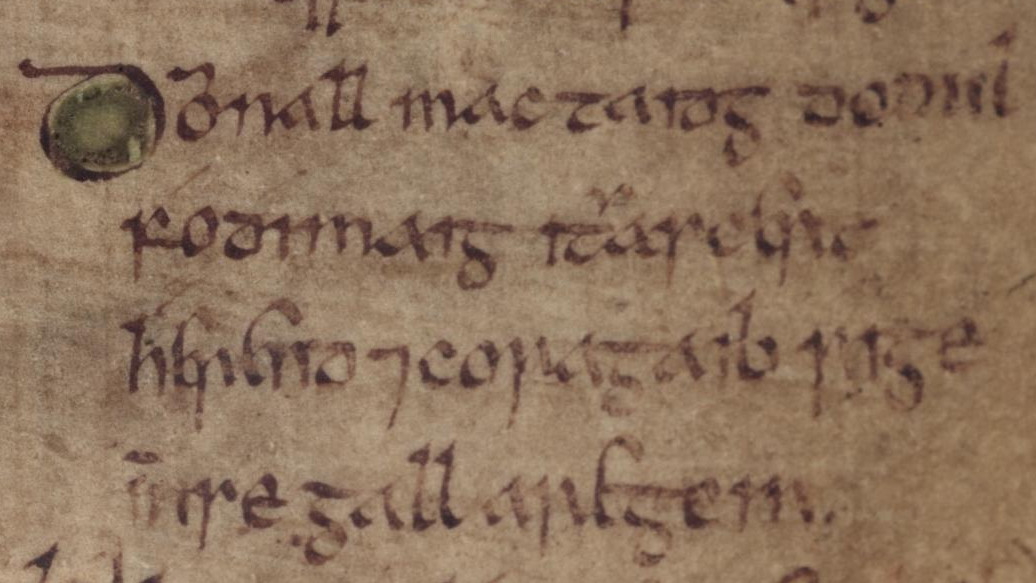
Estratto dal folio 33r degli Annali di Inisfallen riguardante l'invasione delle isole da parte di Domnall nel 1111

Nel 1111, secondo gli Annali di Inisfallen realizzati tra l'XI e il XIV secolo, Domnall mac Taidc si impadronì delle isole con la forza. Questa testimonianza è l'unica che attesta in un documento irlandese la signoria di Domnall sulle isole. Ciò potrebbe indicare che il suddetto resoconto della cronaca sulla richiesta di Muircheartach fosse stata datato in modo errato e risalisse in realtà al 1111 circa. Tuttavia, il fatto che l'evento sia collegato prima dell'arrivo di Magnus nelle isole e più o meno nello stesso periodo della morte di Amlaíb suggerisce che la cronologia della cronaca riguardante questi eventi è solida e che la presa del potere da parte di Domnall nel 1111 fu in effetti un ritorno alle isole.

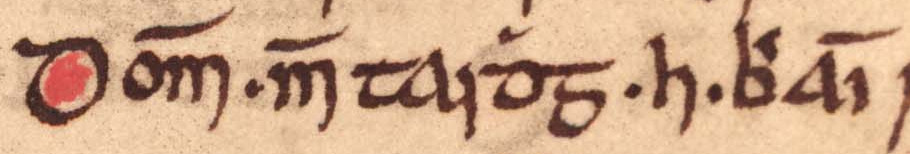
Il nome di Domnall come riportato sul folio 48r degli Annali dell'Ulster

Non è certo se Domnall fosse stato sostenuto nella sua impresa da altri discendenti degli Uí Briain. Sebbene sia possibile che egli godesse del sostegno dello stesso Muircheartach, l'imprigionamento di Domnall compiuto tre anni prima accennato dagli Annali dei Quattro Maestri potrebbero provare che Domnall si sarebbe trasferito nelle isole senza il consenso di Muircheartach. Gli annali riguardanti la presa delle isole da parte di Domnall rivelano che Domnall scagliò la sua campagna dall'Irlanda del Nord, e un'ulteriore passaggio indicato dalla stessa fonte attestata che Dublino fu occupata da Muircheartach per circa tre mesi, proprio l'anno in cui ebbe luogo la campagna di Domnall. Questi documenti sembrano indicare che Domnall fu aiutato nella sua impresa nelle isole dagli oppositori settentrionali di Muircheartach, e che quest'ultimo occupò la città con l'intenzione di contrastare direttamente la campagna di Domnall, negandogli così qualsiasi potenziale sostegno dei dublinesi. In effetti, Domnall potrebbe essere stato sostenuto nelle operazioni da Domnall Mac Lochlainn, re dei Cenél nEógain, un monarca del nord che non solo era il principale rivale di Muircheartach, ma anche il rappresentante di una famiglia spesso attiva nella regione.

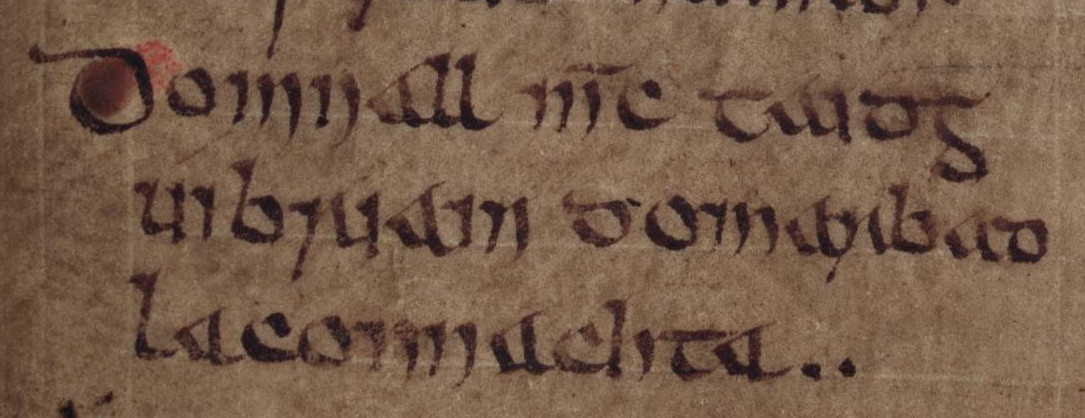
Estratto tratto dal folio 34r degli Annali di Inisfallenriguardante la morte di Domnall per mano del Connachta nel 1115

Non molto tempo dopo il suo approdo nelle isole, forse nel 1113, o nel 1114 Domnall venne verosimilmente cacciato via con la forza, o ricondotto in Irlanda nel tentativo di trarre profitto dal cagionevole stato di salute di Muircheartach. Sembrerebbe che questo sia stato il momento in cui Amlaíb mac Gofraid iniziò il suo regno quarantennale nelle isole. Quest'ultimo, che apparentemente trascorse una parte considerevole della sua infanzia alla corte di Enrico I, re d'Inghilterra, potrebbe aver goduto dell'assistenza del re inglese nell'assumere il controllo delle isole, e forse precipitò la partenza di Domnall. Qualunque sia stata la causa del ritorno di Domnall in Irlanda, egli morì sicuramente prima dello zio rivale e fu ucciso da Tairrdelbach Ua Conchobair, re del Connacht, poiché gli Annali di Inisfallen, gli Annali di Lough Cé del XVI secolo, gli Annali dei Quattro Maestri, gli Annali di Tigernach del XIV secolo, gli Annali dell'Ulster e il Libro dei Mac Carthaigh del XV secolo attestano tutti la dipartita di Domnall per mano del Connachta nel 1115. Accennando all'invasione di Thomond che Tairrdelbach Ua Conchobair aveva compiuto all'inizio di quell'anno, e gli Annali di Tigernach spiegano che a quel punto aveva insediato Domnall quale re del Thomond. La fonte rivela inoltre che Domnall era poi insorto contro Tairrdelbach Ua Conchobair, il quale a sua volta invase il Thomond e fece eliminare Domnall.

## Ascendenza
|                           |         |                        | Genitori                   |  |  | Nonni |  |  | Bisnonni        |  |  | Trisnonni                 |  |
|                           |         |                        |                            |  |  |       |  |  | Tadc mac Briain |  |  | Brian Bóruma mac Cennétig |  |
|                           |         |                        |                            |  |  |       |  |  | Tadc mac Briain |  |  | Brian Bóruma mac Cennétig |  |
|                           |         | Echrad ingen Carlusa   |                            |  |  |       |  |  | Tadc mac Briain |  |  |                           |  |
| Toirdhealbhach Ua Briain  |         |                        |                            |  |  |       |  |  | Tadc mac Briain |  |  |                           |  |
|                           |         | Mór ingen Gilla Brigte | Gilla Brigte Ua Máel Muaid |  |  |       |  |  |                 |  |  |                           |  |
|                           |         | Mór ingen Gilla Brigte | Gilla Brigte Ua Máel Muaid |  |  |       |  |  |                 |  |  |                           |  |
|                           |         | Mór ingen Gilla Brigte |                            |  |  |       |  |  |                 |  |  |                           |  |
| Tadc mac Toirdelbaig      |         | Mór ingen Gilla Brigte |                            |  |  |       |  |  |                 |  |  |                           |  |
|                           |         | Tadc mac Gilla Pátraic | Gilla Pátraic              |  |  |       |  |  |                 |  |  |                           |  |
|                           |         | Tadc mac Gilla Pátraic | Gilla Pátraic              |  |  |       |  |  |                 |  |  |                           |  |
|                           |         | Tadc mac Gilla Pátraic | …                          |  |  |       |  |  |                 |  |  |                           |  |
| Derb Forgaill ingen Taidc |         | Tadc mac Gilla Pátraic |                            |  |  |       |  |  |                 |  |  |                           |  |
|                           |         |                        | …                          |  |  |       |  |  |                 |  |  |                           |  |
|                           |         |                        |                            |  |  |       |  |  |                 |  |  |                           |  |
|                           |         | …                      |                            |  |  |       |  |  |                 |  |  |                           |  |
| Domnall mac Taidc         |         |                        |                            |  |  |       |  |  |                 |  |  |                           |  |
|                           | Ragnall | …                      |                            |  |  |       |  |  |                 |  |  |                           |  |
|                           | Ragnall | …                      |                            |  |  |       |  |  |                 |  |  |                           |  |
|                           | Ragnall | …                      |                            |  |  |       |  |  |                 |  |  |                           |  |
| Echmarcach mac Ragnaill   | Ragnall |                        |                            |  |  |       |  |  |                 |  |  |                           |  |
|                           |         |                        | …                          |  |  |       |  |  |                 |  |  |                           |  |
|                           |         |                        |                            |  |  |       |  |  |                 |  |  |                           |  |
|                           |         | …                      |                            |  |  |       |  |  |                 |  |  |                           |  |
| Mór ingen Echmarcacha     |         |                        |                            |  |  |       |  |  |                 |  |  |                           |  |
|                           |         |                        | …                          |  |  |       |  |  |                 |  |  |                           |  |
|                           |         |                        |                            |  |  |       |  |  |                 |  |  |                           |  |
|                           |         | …                      |                            |  |  |       |  |  |                 |  |  |                           |  |
|                           |         |                        |                            |  |  |       |  |  |                 |  |  |                           |  |
|                           |         |                        | …                          |  |  |       |  |  |                 |  |  |                           |  |
|                           |         |                        |                            |  |  |       |  |  |                 |  |  |                           |  |
|                           |         | …                      |                            |  |  |       |  |  |                 |  |  |                           |  |
|                           |         |                        |                            |  |  |       |  |  |                 |  |  |                           |  |